# Happy End (telenovela)
Happy End (Final Feliz) è una telenovela brasiliana in 159 puntate andata in onda su TV Globo dal 29 novembre 1982 al 3 giugno 1983. 
La telenovela è stata scritta da Ivani Ribeiro, e si tratta del suo primo e unico lavoro originale creato per Rede Globo; alla regia invece Paulo Ubiratan, Mário Márcio Bandarra e Wolf Maya, che figura anche come interprete del commissario. I ruoli principali sono interpretati da Natália do Vale, José Wilker, Buza Ferraz e Lídia Brondi. La serie è nota anche per il debutto in tv del giovane attore Irving São Paulo, diciottenne all'epoca, nel difficile ruolo di un ragazzo ritardato. 
Le riprese si sono svolte a Rio de Janeiro, Petropolis, San Paolo, Recife, Fortaleza e Porto Alegre.

## Trama
César (Roberto Maya), comproprietario con Alaor (Milton Moraes) di uno zuccherificio a Recife, nel Pernambuco, vive a Rio de Janeiro con la moglie Maria Luiza (Lilian Lemmertz) e le figlie Débora (Natalia do Vale) e Suzy (Lídia Brondi). Insoddisfatto della vita che conduce, decide di simulare la propria morte per assumere un'altra identità, con la complicità di França (José Augusto Branco), direttore finanziario dello zuccherificio. Dopo aver sottratto il denaro dalle casse dell'azienda, César e França inscenano un incidente d'auto, in seguito al quale César viene ritenuto disperso. Questa decisione lascia Alaor sull'orlo della bancarotta, e Maria Luiza e le due ragazze nella miseria, trasformando così totalmente le loro vite. 
Nonostante sia fidanzata con Guto (Eduardo Lago),  Débora è ancora innamorata di Leandro (Adriano Reys), che si è però fidanzato con sua cugina Mirtô (Priscila Camargo). La ragazza reincontra Rodrigo (José Wilker), fratello di Mirtô e - nonostante in un primo momento non possano sopportarsi a vicenda - i due iniziano a frequentarsi e si innamorano. 
Suzy ama profondamente Paulo ma la loro storia non è molto felice, in quanto il giovane apprende di essere malato di leucemia e di avere ancora poco tempo da vivere. Paulo cerca di allontanarsi dalla ragazza per non farla soffrire, ma poi scoprirà di essere stato vittima di un caso di malasanità, a causa di uno scambio di risultati. 
Maria Luiza, una volta metabolizzato il dolore per la presunta morte di suo marito, trova conforto tra le braccia del dottor Wagner (Walmor Chagas), uomo onesto e sincero.
Dopo aver ingannato anche França e aver dilapidato il denaro in Europa, César torna in Brasile ma viene intercettato da suo nipote Rodrigo, che lo affronta: messo alle strette, confessa alla moglie e alle figlie di aver simulato l'incidente per poter vivere una vita migliore. Rodrigo decide a questo punto di informare la polizia ma un evento inaspettato cambia tutti i piani: César viene misteriosamente assassinato. Solo alla fine della telenovela il killer confessa il suo omicidio: è França, che aveva voluto così vendicarsi per essere stato mollato da César.

## Personaggi principali
- Débora, interpretata da Natália do Vale, doppiata da Liliana Sorrentino

Ragazza ribelle, capricciosa, civettuola, arrogante e viziata. Non accetta il matrimonio di Leandro, suo ex fidanzato, con sua cugina Mirtô, e cerca di allontanarli. Si innamora di Rodrigo, suo cugino, con il quale vive però una relazione tumultuosa.
- Rodrigo, interpretato da José Wilker, doppiato da Eugenio Marinelli

Nipote di César, è un uomo dalla natura ribelle, talora cinico e autoritario, ma anche molto generoso e pieno di premure verso la sorella Mirtô e gli altri personaggi indifesi della vicenda ovvero il pescatore analfabeta Antonio e Rafael, il ritardato fratello di Paulo. Trasferitosi a Fortaleza, torna poi a Rio in occasione del matrimonio di sua sorella con Leandro, e qui reincontra Débora, che non vedeva da anni. Sebbene i due siano spesso in disaccordo, Rodrigo inizia con la ragazza una relazione travagliata.
- César, interpretato da Roberto Maya, doppiato da Claudio De Davide

Comproprietario di uno zuccherificio a Recife, è sposato con Maria Luiza ed è padre di Débora e Suzy. Sia a causa di una crisi di coppia, sia a causa di una bancarotta che sta per colpire la sua azienda, l'uomo decide di inscenare la propria morte, con l'aiuto di França, direttore finanziario dell'impresa. Scomparendo, lascia la sua famiglia in miseria. Dopo aver trascorso un po' di tempo in Europa, torna in Brasile, dove viene rintracciato da Rodrigo. Poco prima che questi riveli la verità alla polizia, César viene ucciso dal suo ex amico França.
- Maria Luiza (Maria Luisa nell'edizione italiana[4]), interpretata da Lílian Lemmertz, doppiata da Sonia Scotti

Moglie di César, vede spegnersi il suo matrimonio e ne soffre. Viene lasciata in miseria con le sue figlie quando César inscena la propria morte. Dopo aver superato il dolore per la sua vedovanza, si innamora del dottor Wagner - primo fidanzato della donna - e ritrova la felicità.
- Suzy (Susy nell'edizione italiana[4]), interpretata da Lídia Brondi, doppiata da Antonella Rendina

Sorella di Débora, a differenza di quest'ultima è una ragazza mite, romantica e sensibile. È perdutamente innamorata di Paulo, ma la loro relazione viene messa continuamente a repentaglio: dapprima per l'opposizione di Marina, madre di Paulo, poi per una diagnosi infausta che viene fatta al giovane, ma che si rivelerà sbagliata.
- Mirtô (Margot nell'edizione italiana[4]), interpretata da Priscila Camargo, doppiata da Barbara Castracane

Sorella di Rodrigo e cugina di Débora, è una ragazza romantica e insicura, tanto da ricorrere spesso all'astrologia. Fidanzata con Leandro, ex di Débora, porta avanti la relazione tra mille difficoltà,  ma riuscirà a sposare l'uomo che ama.
- Leandro (Sandro nell'edizione italiana[4]), interpretato da Adriano Reys

Avvocato rimasto vedovo. Uomo di mezza età ma ancora molto affascinante, ha avuto una relazione con Débora, ma si è poi innamorato di Mirtô. Il rapporto è messo a dura prova sia dalla gelosia di Débora, che fa di tutto per mettere zizzania, sia dall'atteggiamento della figlioletta Patty, ancora molto legata al ricordo della madre; la bambina infatti proprio non sopporta la nuova compagna del papà.
- Paulo (Paolo nell'edizione italiana[4]), interpretato da Buza Ferraz

Figlio di Marina e fratello di Rafael, è veterinario presso uno zoo di Rio. Ragazzo romantico e sognatore, si innamora a prima vista di Suzy, ma il loro rapporto viene minato da alcuni risultati medici secondo cui egli è affetto da una malattia grave che lo porterebbe alla morte nel giro di poco tempo. A causa di ciò il giovane pone fine alla relazione con Suzy, senza rivelarle il motivo. Quando poi si scopre che c'era stato uno scambio di referti, Paulo torna da Suzy e i due si sposano.
- Rafael, interpretato da Irving São Paulo, doppiato da Alberto Caneva

Fratello di Paulo e secondogenito di Marina, è un ragazzo ritardato e pertanto motivo di continue preoccupazioni nella sua famiglia. In lui Mestre Antônio vede il figlio maschio a lungo desiderato e mai avuto.
- Marina, interpretata da Miriam Pires, doppiata da Liliana Jovino

Madre di Paulo e Rafael, nonché cognata di Wagner, lavora come segretaria presso lo zuccherificio di César. Odia il suo capo perché lo ritiene responsabile della morte del marito, che si è suicidato dopo essere stato licenziato da César. In seguito a una lite César mette alla porta anche la donna, che per questo motivo non approverà per molto tempo la relazione del primogenito Paulo con Suzy, figlia del suo ex capo. Dopo varie traversie, la donna accetta di sposare il pescatore Antônio, l'uomo che le aveva rivelato - per vendetta - di aver visto César dopo che questi si era finto morto.
- Mestre Antônio (Mastro Antonio nell'edizione italiana[4]), interpretato da Stênio Garcia

Pescatore analfabeta, originario del Ceará, si reca con Rodrigo a Rio de Janeiro in cerca di sua figlia Bartira (Beatrice nella versione italiana), di cui non ha più notizie da molti anni. Durante la sua permanenza a Rio, conosce il detective Nicolini, che lo aiuta nelle ricerche. Si innamora di Marina alla quale chiede di sposarlo.
- Alaor (Alfredo nell'edizione italiana[4]), interpretato da Milton Moraes

Socio di César, si trova a dover affrontare la bancarotta dello zuccherificio quando César inscena la propria morte. Sposato a Jandira (Corinna nella versione italiana), è sottomesso alla moglie, si lascia continuamente umiliare da lei e soffre in silenzio, salvo poi trovare il coraggio necessario per uscire da un matrimonio infelice.
- Jandira (Corinna nell'edizione italiana[4]), interpretata da Celia Biar, doppiata da Anna Teresa Eugeni

Donna autoritaria, soprattutto con suo marito Alaor. Ama spettegolare sugli altri ed è estremamente protettiva nei confronti del figlio Ivan, tanto da rendere un incubo la vita di Lucinha (Lucia nella versione italiana), la nuora, che disprezza.
- Dona Sinhá (Irina nell'edizione italiana[4]), interpretata da Elza Gomes, doppiata da Wanda Tettoni

Anziana signora simpatica e affabile, ma anche stramba, cucina gatti arrosto per spacciarli come carne di conigli, ingannando in tal modo Augusta, madre di Lucinha e proprietaria del ristorante "Casablanca", fino a quando non viene smascherata da Alaor. Afferma di vivere con una sorella, che non esce mai di casa: ciò insospettisce gli altri personaggi della vicenda. Si scoprirà poi che la vecchietta è in realtà sola al mondo. Di lei si innamora Olegario (Vittorio nella versione italiana), padre di Maria Luiza, vedovo da diversi anni.

## Sigla e colonne sonore
Nella sigla di apertura vengono mostrate scene di baci da famosi film hollywoodiani tra cui Via col vento e Casablanca, sulle note di Flagra cantata da Rita Lee.
In Brasile è stata pubblicata una colonna sonora della telenovela che comprende canzoni di Fábio Jr. (O Que é Que Há?), Gal Costa (Verbos do Amor), Raimundo Fagner (Pensamento), Moraes Moreira (Coisa Acesa), Renato Terra (Quebra-Gelo), Barão Vermelho (Down em Mim), oltre alla sigla. Esiste anche una colonna sonora "internazionale" con brani di Chaka Khan (Got To Be There), Madonna (Everybody), Sérgio Mendes (Never Gonna Let You Go), Daryl Hall & John Oates (Maneater), Billy Preston (I'm Never Gonna Say Goodbye), Yazoo (Don't Go).

## Diffusione internazionale
La telenovela è stata esportata in Italia , dove è stata trasmessa per la prima volta nel 1986 da Telemontecarlo (allora controllata proprio da Rede Globo), in una versione di 132 puntate;  in seguito è stata replicata da circuiti televisivi locali e da Donna TV. La serie è stata distribuita con successo anche in altri Paesi come la Spagna, il Paraguay, il Perù, il Portogallo, la Svizzera.

## Curiosità
- Buza Ferraz, interprete di Paulo, il personaggio che riceveva la diagnosi, poi rivelatasi errata, di leucemia, è morto proprio a causa di questa malattia nel 2010.
- Un passaggio dell'apertura della telenovela - comprendente le note di Flagra di Rita Lee - è stato incorporato nel videoclip di On The Rocks, altro brano della cantante.